# Isola San Giulio
Die Isola San Giulio ist eine Insel im Ortasee im Piemont, die zur Gemeinde Orta San Giulio gehört. 

## Geschichte
Ihr Name geht auf einen wundertätigen Griechen namens Julius zurück, der die Insel im 4. Jahrhundert von Drachen und Schlangen befreit haben soll. Die Silhouette der Insel wird beherrscht von der mächtigen Abtei Mater Ecclesiae (ein ehemaliges Priesterseminar) und von der Basilica di San Giulio, die der Bischof von Novara im 9. Jahrhundert bauen ließ.

## Sehenswürdigkeiten
Der Anziehungspunkt in der Basilika ist eine prächtige romanische Kanzel aus dunklem, blaugrünem Serpentinit, die mit großen Reliefs von kämpfenden Fabeltieren, Adlern und Heiligenfiguren verziert ist. In der Krypta sollen die vermeintlichen Gebeine des heiligen Julius, bedeckt mit einer Silbermaske, goldgewirktem Gewand und silbernen Schuhen in einem gläsernen Sarg, ruhen.

## Bilder

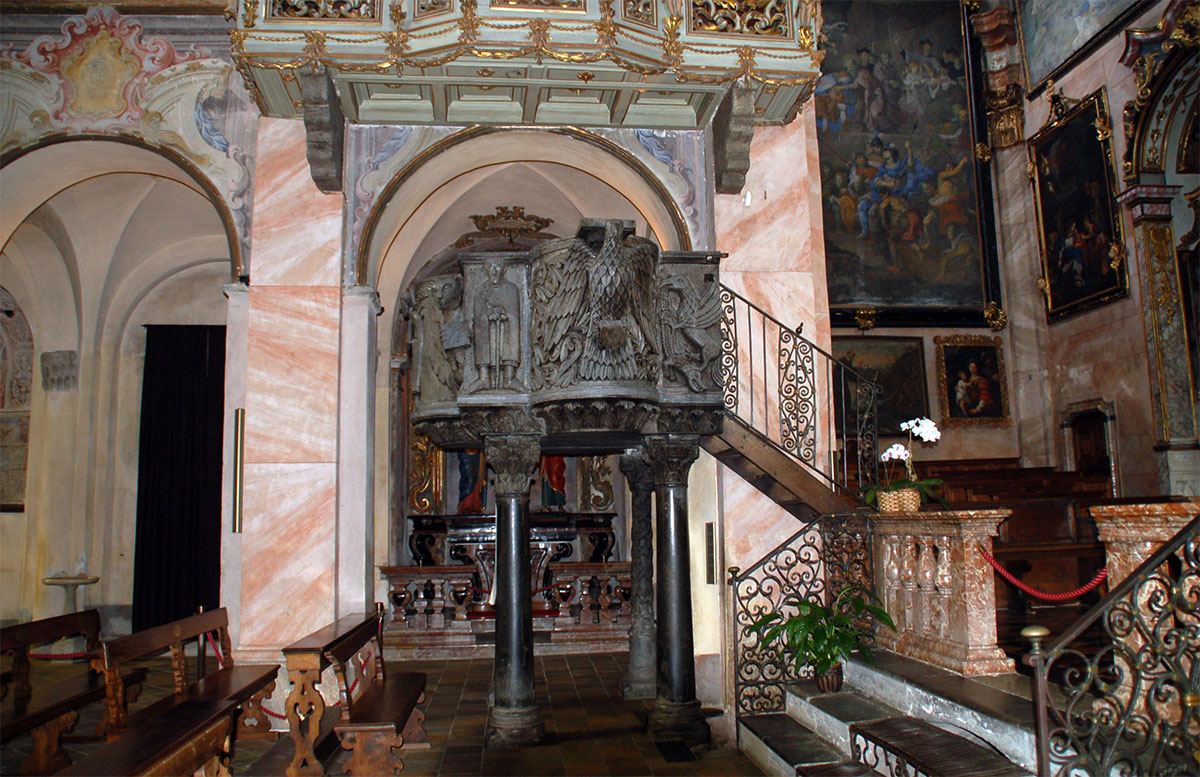
Kanzel in der Basilika
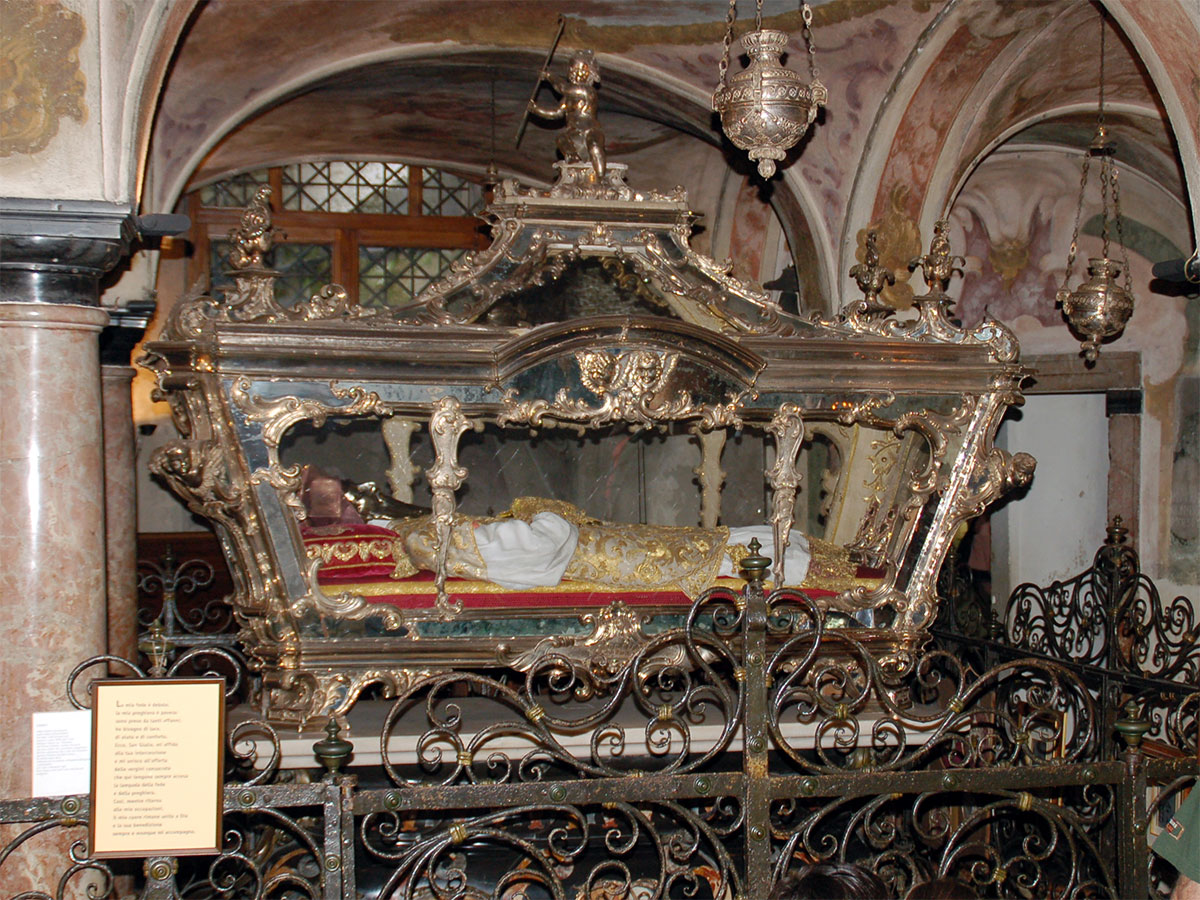
(angebliche) Gebeine des San Giulio in der Krypta der Basilika